# Чусовітіно
Чусові́тіно (рос. Чусовитино) — село у складі Ленінськ-Кузнецького округу Кемеровської області, Росія.

## Населення
Населення — 1113 осіб (2010; 1245 у 2002).
Національний склад (станом на 2002 рік):
- росіяни — 93 %